# Nicci Gerrard
Nicci Gerrard (* 10. Juni 1958 in Worcestershire/Shropshire) ist eine englische Journalistin und Romanautorin. Zusammen mit Ehemann Sean French schreibt Nicci Gerrard Kriminalromane und Thriller unter dem Pseudonym Nicci French.
Sie hat zwei Schwestern und einen Bruder. Sie selbst hat vier Kinder, drei davon mit ihrem jetzigen Ehemann Sean French.
Nicci Gerrard studierte englische Literatur in Oxford und machte ihren Abschluss mit Auszeichnung.
Zu ihren ins Deutsche übersetzten Titeln gehören: Als wir Töchter waren; Als er für immer ging; Allein aus Freundschaft; Das Fenster nach innen; Words fail us: Dementia and the arts